# レシツァ
レシツァ（Reșița (ルーマニア語発音: [ˈreʃit͡sa]; ドイツ語: Reschitz; ハンガリー語: Resicabánya; クロアチア語: Ričica; チェコ語: Rešice; セルビア語: Решица/Rešica; トルコ語: Reşçe)）は、ルーマニア西部、バナト地方のカラシュ＝セヴェリン県の都市で県都。

## 歴史
レシツァは、15世紀の'Rechyoka','Rechycha'という名前が語源で、考古学的調査により、新石器時代、ダキア時代、ローマ時代の居住跡が発見されている。1673年には、'Reszinitza'の名前で記述され、住民はティミショアラに税を納めていた。1717年の徴兵令には、'Retziza'の名前で記述されている。1771年7月3日、この地域において金属加工の重要な拠点となった。'Reșița Română'や'Reșița Montană'といった近郊の村の近くに工場が建てられ、レシツァの産業が興った。'Reșița Montană'には、最初ルーマニア人が住み、1776年にドイツ人70家族が住みついた。1880年から1941年の間は、ドイツ系住民が多かった。1941年において、ドイツ系住民が12,096人、ルーマニア人が9,453人、ハンガリー系が1,861人であった。1910年から1925年まで、レシツァは田舎のエリアだったが、1925年に、産業の発展に伴い、町 (town) となった。1968年に基礎自治体となった。1989年以降、レシツァの産業はその重要性を失い、ルーマニア経済とともに経済は後退した。1989年に110,000だった人口も減少し、2006年には86,000人となった。共産主義崩壊後、レシツァの鉄鋼業はアメリカ人投資家に買われた。

## 気候

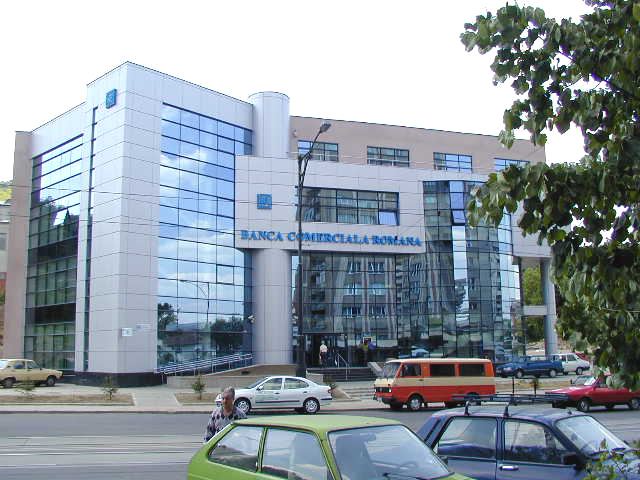
ルーマニア商業銀行レシツァ支店

| レシツァの気候                                                             | レシツァの気候 | レシツァの気候 | レシツァの気候 | レシツァの気候 | レシツァの気候 | レシツァの気候 | レシツァの気候 | レシツァの気候 | レシツァの気候 | レシツァの気候 | レシツァの気候 | レシツァの気候 | レシツァの気候 |
| 月                                                                         | 1月            | 2月            | 3月            | 4月            | 5月            | 6月            | 7月            | 8月            | 9月            | 10月           | 11月           | 12月           | 年             |
| -------------------------------------------------------------------------- | -------------- | -------------- | -------------- | -------------- | -------------- | -------------- | -------------- | -------------- | -------------- | -------------- | -------------- | -------------- | -------------- |
| 平均最高気温 °C （°F）                                                     | 2.5 (36.5)     | 4.4 (39.9)     | 9.4 (48.9)     | 15.1 (59.2)    | 19.5 (67.1)    | 22.8 (73)      | 24.7 (76.5)    | 25 (77)        | 20 (68)        | 15.1 (59.2)    | 9.9 (49.8)     | 3.8 (38.8)     | 14.35 (57.83)  |
| 日平均気温 °C （°F）                                                       | −1.1 (30)      | 0.5 (32.9)     | 4.8 (40.6)     | 10.2 (50.4)    | 14.8 (58.6)    | 18.3 (64.9)    | 20.2 (68.4)    | 20.3 (68.5)    | 15.5 (59.9)    | 10.4 (50.7)    | 5.8 (42.4)     | 0.5 (32.9)     | 10.02 (50.02)  |
| 平均最低気温 °C （°F）                                                     | −4.4 (24.1)    | −3.3 (26.1)    | -0 (32)        | 4.7 (40.5)     | 9.4 (48.9)     | 13 (55)        | 14.9 (58.8)    | 15.1 (59.2)    | 11 (52)        | 6.2 (43.2)     | 2.4 (36.3)     | −2.4 (27.7)    | 5.55 (41.98)   |
| 降水量 mm （inch）                                                         | 74 (2.91)      | 69 (2.72)      | 78 (3.07)      | 102 (4.02)     | 108 (4.25)     | 121 (4.76)     | 105 (4.13)     | 86 (3.39)      | 90 (3.54)      | 72 (2.83)      | 70 (2.76)      | 82 (3.23)      | 1,057 (41.61)  |
| 出典：https://en.climate-data.org/europe/romania/caras-severin/resita-844/ |                |                |                |                |                |                |                |                |                |                |                |                |                |

## 著名な出身者

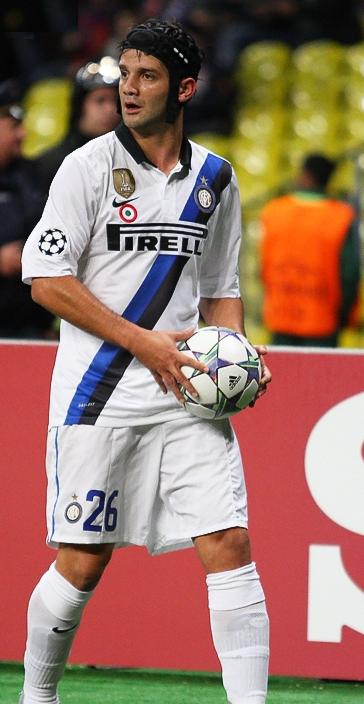
クリスティアン・キヴ

- クリスティアン・キヴ
- アンドレ・ドラゴ
- チプリアン・フォヤス
- クリスティアン・ガブリエル
- フランチスク・ヴァシュタグ